# Josias Paut
Pour les articles homonymes, voir Paut.
Émile Josias Paut, né le 21 octobre 1857 à Nîmes où il est décédé le 5 décembre 1944, est un mathématicien et homme politique français.

## Biographie

### Carrière politique
En 1919, au sortir de la Première Guerre mondiale, le maire de Nîmes Élie Castan, affaibli par la grève des ouvriers municipaux, démissionne. L'intérim est alors assuré par Gustave Domjean, jusqu'à ce que Josias Paut ne soit élu le 10 décembre 1919. Son premier geste est alors de renoncer à son indemnité de fonction, arguant que son salaire d'enseignant lui suffisait. Son mandat ne verra se réaliser que des travaux lancés avant la guerre. Il fait construire l'hôpital général, initialement prévu chemin de Saint-Césaire, rue Hoche. Il met également en place une ligne de bus électrique desservant le Pont du Gard, qui durera sept ans.
Il est aussi conseiller général du canton de Nîmes-2 de 1904 à 1913.

## Distinctions
- Chevalier de la Légion d'honneur (1922)

## Postérité
Une artère de Nîmes, la rue Josias Paut, porte son nom.